# Весела Дача
Весела́ Да́ча — село в Україні, у Широківській селищній громаді Криворізького району Дніпропетровської області. 
Населення — 116 мешканців.

## Географія
Село Весела Дача знаходиться на відстані 1 км від села Дачне і за 2 км від сіл Запоріжжя та Кошове. Селом тече річка Донська.

## Населення

### Мова
Розподіл населення за рідною мовою за даними перепису 2001 року:
| Мова            | Відсоток |
| --------------- | -------- |
| українська      | 92,2 %   |
| російська       | 6,9 %    |
| інші/не вказали | 0,9 %    |

## Інтернет-посилання
- Погода в селі Весела Дача

1. ↑  Рідні мови в об'єднаних територіальних громадах України — Український центр суспільних даних